# Smørrebrød

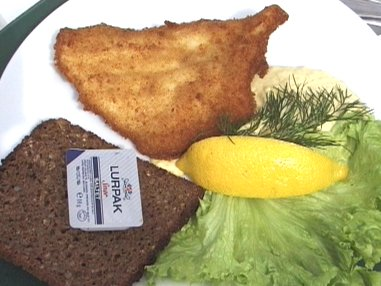
Smørrebrød

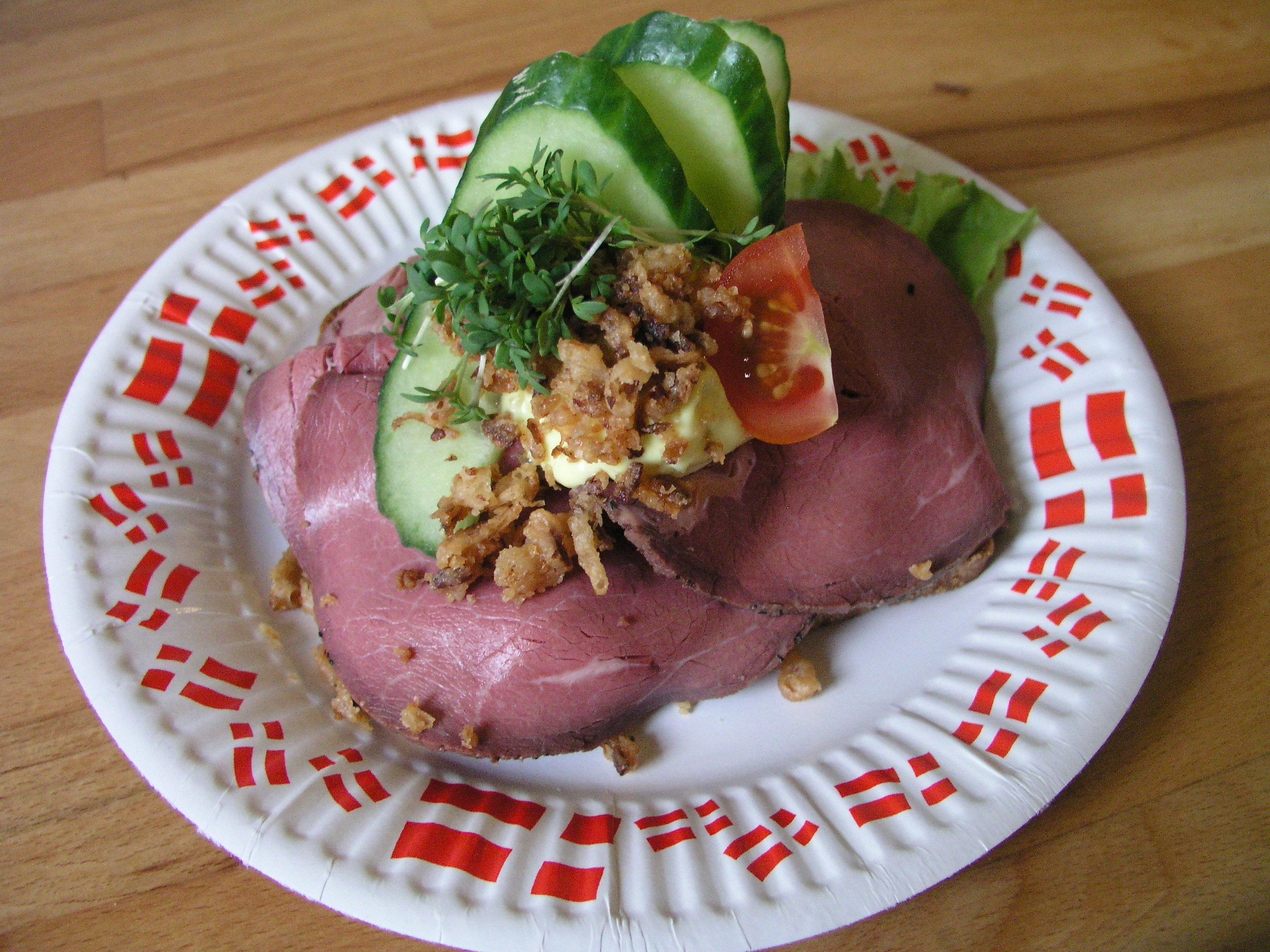
Smørrebrød (rosbife com pepino e cebola torrada)

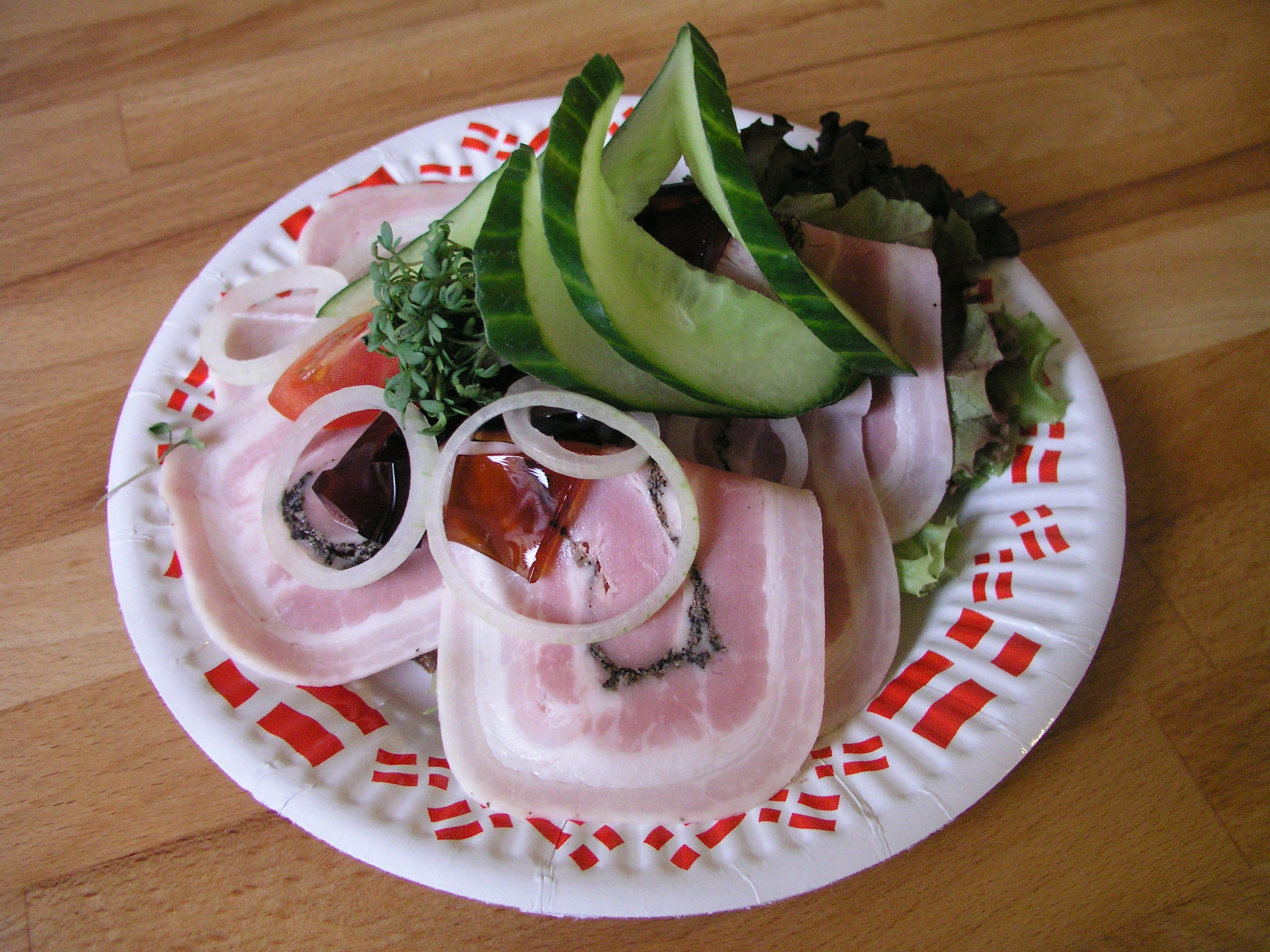
Smørrebrød (rullepølse com pepino)

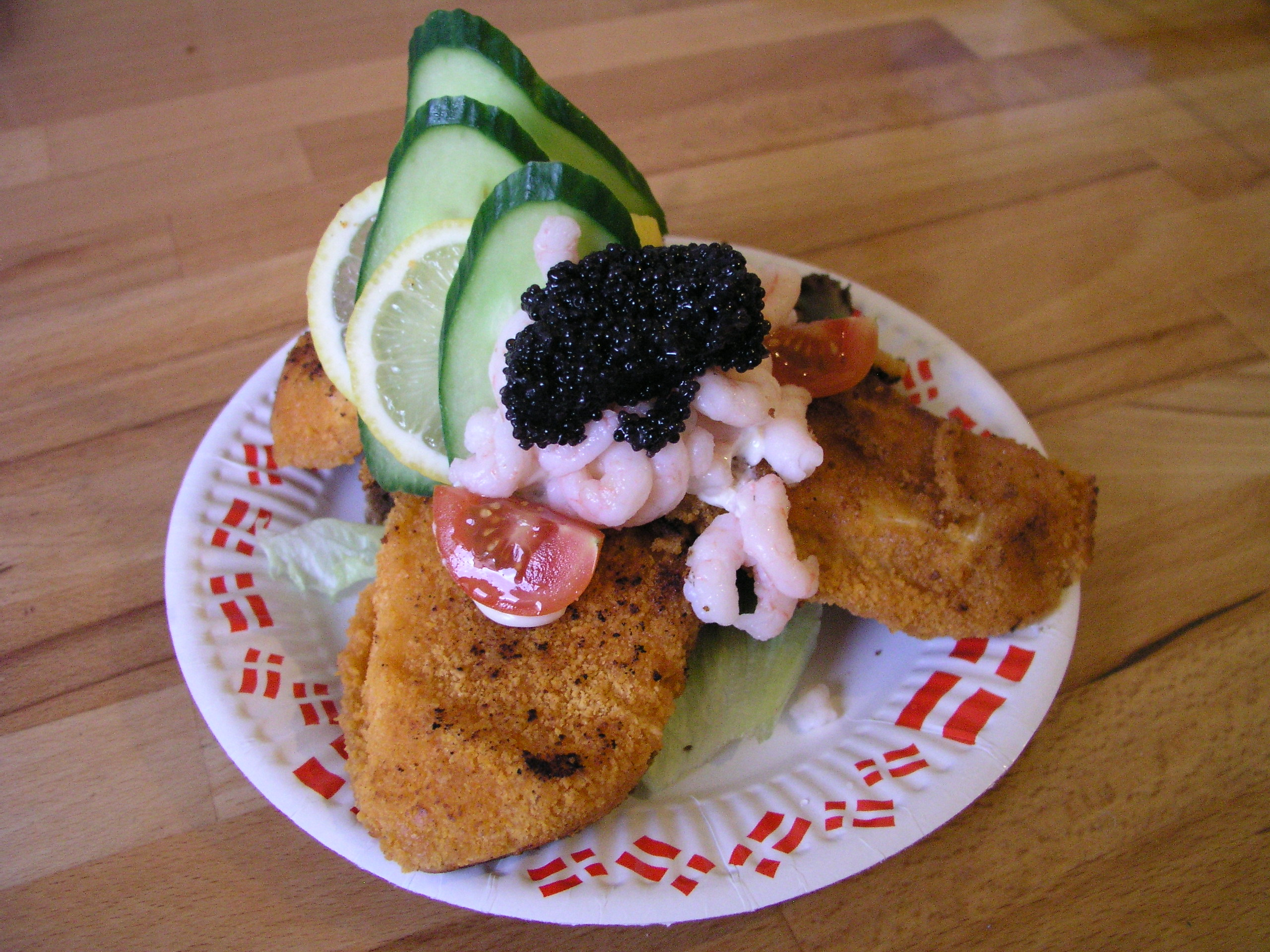
Stjerneskud

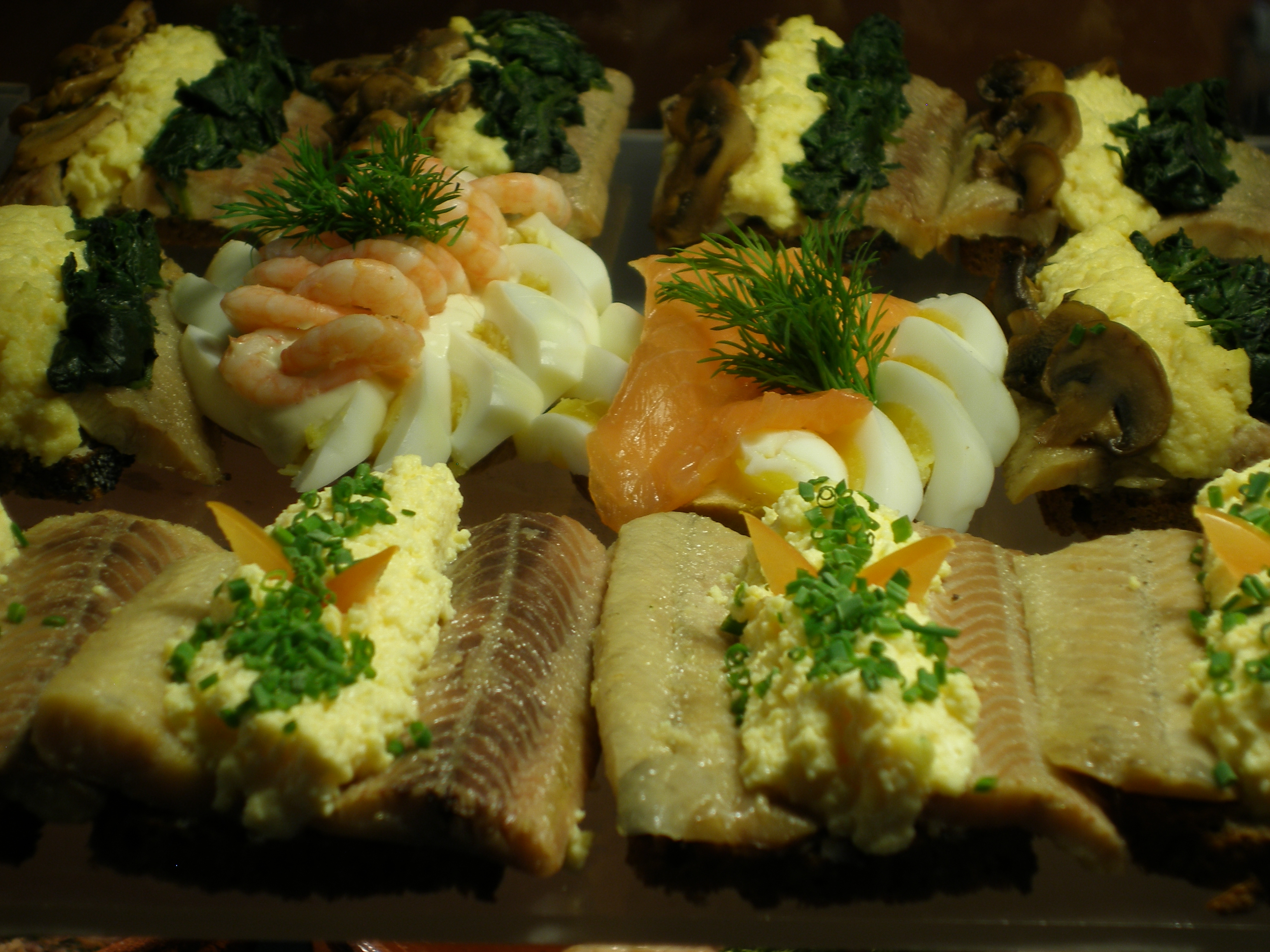
Smørrebrød de peixes em Copenhaga

O smørrebrød (traduzido literalmente: pão com manteiga) é um prato nacional dinamarquês, que consiste em pratos frios feitos com uma fatia de pão de forma escuro, denominado rugbrød, coberta com diversos tipos de recheios, tais como saladas, frango, atum, pasta de fígado, rodelas de tomate ou carne de bovino, entre outros.
O smørrebrød nasceu como uma versão mais simples, contendo apenas queijo ou salsicha como cobertura. Era levado pelos trabalhadores para o trabalho. A sua divulgação cresceu na década de 1880, altura em que pequenos restaurantes de smørrebrød começaram a aparecer em Copenhaga. O cardápio mais antigo que se conhece contendo smørrebrød pertencia ao restaurante Nimb, em Copenhaga, datando de 1883.
Uma das pessoas famosas que tornaram o smørrebrød dinamarquês conhecido pelo mundo foi o negociante de vinhos Oskar Davidsen, com um menu de 177 variedades de smørrebrød, no restaurante que abriu em Nørrebro. Actualmente, a quinta geração da família Davidsen mantém viva a tradição dos restaurantes de smørrebrød.Em inglês, smørredbrød é sandwich.

## Variedades
- Stjerneskud - significando estrela cadente, em dinamarquês, é preparado com gambas, filetes de peixe frito, endro, pedaços de limão e pão de centeio,[1] podendo também incluir pepino em conserva e caviar[2]
- Pariserbøf - sigificando bife de Paris, em dinamarquês, é preparado com carne de bovino picada, uma gema de ovo crua, cebola e alcaparras sobre pão rugbrød[1]
- Smørrebrødsmad - significando comida de pão com manteiga, em dinamarquês, é preparado com fatias de carne de bovino assada, cebola e rábano gratinado, tudo colocado sobre pão rugbrød[1]
- Bøf med spejlægg - significado rosbife com ovo estrelado, em dinamarquês, é preparado com fatias de rosbife frio, cebola e um ovo estrelado, com a gema voltada para cima, como é normal na Dinamarca[3]
- H. C. Andersen - preparado com toucinho fumado, pasta de fígado, rodelas de tomate e rabanete[3]
- Flæskesteg - preparado com a carne de porco assada conhecida como flæskesteg, manteiga, pepino e beterraba ou couve roxa[3]

## O smørrebrød na poesia
Johan Herman Wessel escreveu, em Dinamarquês:
At Smørrebrød er ikke Mad
og Kierlighed er ikke Had
Det er for Tiden hvad jeg veed
Om Smørrebrød og Kierlighed
Este pequeno poema em Português seria:
Que o smørrebrød não é comida
E que o amor não é ódio
É por agora o que sei
Sobre smørrebrød e amor